# Bryndís Pétursdóttir
Bryndís Pétursdóttir (ur. 22 września 1928 w Vattarnes w Fáskrúðsfjörður w Fiordach Wschodnich, zm. 21 września 2020) – islandzka aktorka teatralna i filmowa.

## Życiorys
W wieku 6 lat przeniosła się z rodziną do Reykjavíku. Jej ojciec, Pétur Sigurðsson był rolnikiem i latarnikiem. Przyszła aktorka uczęszczała do Szkoły Handlowej w Reykjavíku (Verzlunarskóli Íslands), ale w wieku 16 lat przeniosła się do Szkoły Teatralnej Lárusa Pálssona, którą ukończyła. Po raz pierwszy wystąpiła na scenie pod kierunkiem tegoż reżysera 18 listopada 1946 w roli Cecylii w sztuce Sen nocy letniej w przytułku. Na deskach Teatru Narodowego debiutowała jako Guðrún w przedstawieniu Noc Sylwestrowa (Nýársnóttinni).
Bryndís grała w islandzkim Teatrze Narodowym aż do przejścia na emeryturę w 1998 roku. Mimo tego niemal do końca życia okazjonalnie występowała na scenie. Występowała także w filmach oraz produkcjach telewizyjnych i radiowych. Wystąpiła w dwóch pierwszych islandzkich filmach dźwiękowych: Między górą a brzegiem (Milli fjalls og fjöru) z 1949 roku oraz Niðursetningurinn z 1951 roku.

## Życie osobiste
Była zamężna z naukowcem z dziedziny lotnictwa Örnem Eiríkssonem (zmarł w 1996 roku). Ich trzej synowie to: Eiríkur Örn, Pétur i Sigurður.

## Spektakle teatralne
Teatr Narodowy w Reykjavíku
- Jak sobie życzysz (Sem yður þóknast) jako Rósalind
- Złota brama (Gullna hliðinu, '52 i '55) jako Helga
- Prywatne życie (Einkalífi) jako Sybil
- Chłopak i dziewczyna (Pilti og stúlka) jako Sigríður
- Æðikollin jako Leónóra
- Antígóna Anouhils jako Ismena
- W międzyczasie (Er á meðan er) jako Essí
- Mężczyzna i kobieta (Mann og kona) jako Sigrún
- Tajemniczy uśmiech (Brosin dularfull) jako Doris
- Złota Brama (Gull hliðinu) jako Dziewica Maryja
- Romeo i Julia (Romanoff og Júlía) jako Julia
- Na przeszłość patrz ze złością (Horfðu reiður um öxl) jako Helena Charles
- Po upadku (Eftir syndafallið) jako Louise
- Okup (Lausnargjald) jako Vala
- Tramwaj zwany pożądaniem (Sporvagninum Grind) jako Enuice
- Stalina tu nie ma (Stalín er ekki hér) jako Munda
- Kawa u Bjarniego (Kaffi eftir Bjarna Jónsson) jako Helga (na małej scenie Teatru Narodowego, 1998 rok)

## Filmografia
- 1949: Między górą a brzegiem (Milli fjalls og fjöru)
- 1951: Niðursetningurinn
- 1980: Vandarhögg (serial TV, reż. Hrafn Gunnlaugsson)
- 1995: Saga Wikingów (reż. Michael Chapman)
- 2001: Kona í heimsókn[4]